# فیسایو دله باشرو
فیسایو دله باشرو (انگلیسی: Fisayo Dele-Bashiru؛ زادهٔ ۶ فوریهٔ ۲۰۰۱) بازیکن فوتبال است.